# World Bowling
World Bowling (WB; von 1952 bis April 2014 Fédération Internationale des Quilleurs, FIQ) ist der Weltdachverband für den Kegel- und Bowlingsport. Er wurde im Jahr 1952 gegründet und veranstaltet Welt- und Kontinentalmeisterschaften aller Altersklassen.
Die Mitglieder der FIQ verteilen sich in allen Olympischen Zonen. WB hat ein Potential von mehr als 100 Millionen Mitglieder, 10 Millionen Teilnehmer und 250.000 Bowlingbahnen.
Im Jahr 2020 hat sich der Verband in International Bowling Federation (IBF) umbenannt.

## Aufgaben
- Die Entwicklung des Kegel (Ninepin)- sowie Bowling (Tenpin)-sports in der Welt fördern.
- Internationale Freundschaften durch nationale und internationale Wettkämpfe pflegen.
- Die Anerkennung des Ninepin und Tenpin-Kegelns als ein athletischer Wettkampf und als olympische Disziplin.
- Nationale Organisationen unterstützen, die den Ninepin- und Tenpin-Kegelsport.

## Geschichte

### Gründung

Altes Logo der FIQ

Finnland, Deutschland, die Niederlande, Schweden und die USA gründeten 1926 die International Bowling Association (IBA) zum Zweck der Veranstaltung von Weltmeisterschaften und der Vereinheitlichung der Spielregeln. Sie unternahmen so den ersten Versuch, den Kegel- und Bowlingsport auf internationaler Ebene zu koordinieren.
Im Dezember 1951 luden die IBA-Mitglieder Vertreter aller Länder ein, am 27. Januar 1952 nach Hamburg zu kommen, um die Lage des Kegel- und Bowlingsports und die mögliche Reaktivierung der IBA zu debattieren.
Bei diesem Treffen waren die folgenden Länder vertreten:
- Österreich
- Belgien
- Finnland
- Frankreich
- BR Deutschland
- Jugoslawien
- Schweden
- Schweiz
- Luxemburg (durch an Belgien delegierte Stimme)

Der erste Vorschlag war die Gründung eines europäischen Verbandes; man war jedoch einhellig der Ansicht, dass es von Interesse wäre, wenn auch die starke Bowling-Nation USA Mitglied würde. Schließlich beschloss man die Gründung eines Weltverbandes mit vier Sektionen, einer für das Tenpin-Bowling und drei für die drei Ninepin-Disziplinen Asphalt (später Classic), Bohle und Schere.
Auf Vorschlag des französischen Delegierten René Weiss wurde die neue Organisation Fédération Internationale des Quilleurs (FIQ – Internationaler Keglerverband) genannt.
Außerdem wurden der erste Verbandspräsident (Heinz Kropp, BRD) und die ersten Sektionspräsidenten (Tenpin: Han Berger, Schweden; Asphalt: Leopold Hatzi, Österreich; Bohle: Willi Stark, BRD; Schere: François van Arkels, Belgien) gewählt.

### Sektionen
Den einzelnen Sektionen gehörten die folgenden Länder an:
| Land           | Bowling | Classic | Bohle | Schere |
| -------------- | ------- | ------- | ----- | ------ |
| Belgien        | •       |         |       | •      |
| Finnland       | •       |         |       |        |
| BR Deutschland | •       | •       | •     | •      |
| Schweden       | •       | •       |       |        |
| Schweiz        | •       | •       |       |        |
| Österreich     | •       | •       |       |        |
| Frankreich     |         | •       |       |        |
| Jugoslawien    |         | •       |       |        |
| Dänemark       |         | •       | •     |        |
| Niederlande    |         |         | •     | •      |
| Luxemburg      | •       | •       |       | •      |

Dänemark hatte, obwohl es beim Treffen nicht vertreten war, die Teilnahme am Verband zugesagt und wurde deshalb als Mitgliedsland der Bohle-Abteilung akzeptiert.
Die Landesverbände nahmen sich vor, für die einzelnen Sektionen harmonisierte Spielregeln und Ausrüstungsvorschriften vorzubereiten und diese vor der nächsten ordentlichen Sitzung den Mitgliedsverbänden mitzuteilen. Die Herren Weiss und Hatzi wurden beauftragt, einen den Vorgaben des Internationalen Olympischen Komitees entsprechenden Vorschlag für die FIQ-Statuten zu verfassen.

### Weltmeisterschaften
Darüber hinaus wurden Termine für die ersten offiziellen FIQ-Meisterschaften festgelegt:
- Die ersten europäischen Asphalt-Meisterschaften waren im Mai/Juni 1952 in Zagreb (Jugoslawien) vorgesehen.
- Die ersten europäischen Schere-Meisterschaften wurden für den Juli 1952 nach Brüssel (Belgien) vergeben.

Außerdem sollten im Juli 1952, parallel zu den Olympischen Spielen, in Helsinki (Finnland) die ersten Weltmeisterschaften der Tenpin-Bowling-Sektion stattfinden. Diese wurden jedoch wegen des fehlenden Einverständnisses des deutschen Verbandes, der der Ansicht war, die Veranstaltung von drei Meisterschaften im ersten Jahr würde für die FIQ eine zu große finanzielle Belastung bedeuten, auf 1954 verschoben.
Nach Kenntnisnahme des Protokolls der Gründungskonferenz, schlug Österreich vor, als Prinzip in die Statuten aufzunehmen, die Verbands- und Sektionspräsidentschaften nicht einem Land, sondern einer jeweils zu wählenden Person zu übertragen. Diese Person sollte auch berechtigt sein, ihrem jeweiligen Landesverband vorzustehen. Die ersten finanziellen Mittel erhielt die FIQ von der IBA, die im März 1952 schließlich aufgelöst wurde.
Zu den ersten Aufgaben des neuen FIQ-Präsidiums zählte die Eingliederung weiterer nationaler Verbände. Zu diesem Zweck setzte man sich mit den Ländern in Verbindung, in denen Tenpin- oder Ninepin-Bowling gespielt wurde:
- Argentinien
- Bulgarien
- England
- Kanada
- Polen
- Rumänien
- Tschechoslowakei
- Saarland
- Spanien
- Ungarn
- Vereinigte Staaten

Die Tschechoslowakei, Ungarn, das Saarland und Spanien akzeptierten die Einladung noch im ersten Jahr. Später traten auch die Deutsche Demokratische Republik und die Niederlande dem Weltverband bei.
Die ersten europäischen Asphalt-Meisterschaften, die für 1952 geplant gewesen waren, konnten wegen mangelnder Vorbereitung leider nicht wie vorgesehen stattfinden und wurden nach Zürich (Schweiz) verlegt. An den ersten Schere-Europameisterschaften nahmen im gleichen Jahr Spieler aus fünf Ländern teil.

### Kongresse
Den ersten FIQ-Kongress organisierte der deutsche Verband im November 1952 in München; an ihm nahmen acht Mitgliedsverbände teil. Während des Treffens wurden die ersten FIQ-Statuten angenommen, die fast 20 Jahre lang in Kraft bleiben sollten. Außerdem wurden eine Methode zur Festlegung der Jahresbeiträge beschlossen, die ebenfalls für fast 20 Jahre unverändert blieb, bis die erste Erhöhung erforderlich wurde, und Deutsch wurde zur offiziellen Sprache für alle Zusammenkünfte des Kongresses bestimmt, was heute undenkbar wäre.
Beim Kongress 2011 in Hongkong wurden grundlegende strukturelle Veränderungen beschlossen. Die FIQ hält an dem Versuch fest den Kegelsport in das olympische Programm aufzunehmen.
In geheimer Wahl wurde Kevin Dornberger zum neuen Präsidenten gewählt, von 181 Delegierten erhielt er 95 % der Stimmen. Zu seinem Vize-Präsidenten wurde Ludwig Kocsis gewählt Präsident der WNBA, dadurch steigt der Einfluss der WNBA in der FIQ.
Liste der FIQ / WB-Kongresse:
| Jahr | Ort         | Ort                             |
| 1952 | München     | BR Deutschland                  |
| 1953 | Zürich      | Schweiz                         |
| 1955 | Saarbrücken | Saarland                        |
| 1957 | Wien        | Österreich                      |
| 1959 | Leipzig     | Deutsche Demokratische Republik |
| 1961 | Straßburg   | Frankreich                      |
| 1963 | Budapest    | Ungarn                          |
| 1965 | Stockholm   | Schweden                        |
| 1967 | Salzburg    | Österreich                      |
| 1969 | Mamaia      | Rumänien                        |
| 1971 | Milwaukee   | Vereinigte Staaten              |
| 1973 | Dublin      | Irland                          |
| 1975 | London      | England                         |
| 1977 | Helsinki    | Finnland                        |
| 1979 | Manila      | Philippinen                     |
| 1981 | Milwaukee   | Vereinigte Staaten              |
| 1983 | Caracas     | Venezuela                       |
| 1985 | Wien        | Österreich                      |

| Jahr | Ort          | Ort                          |
| 1987 | Helsinki     | Finnland                     |
| 1989 | Wichita      | Vereinigte Staaten           |
| 1991 | Singapur     | Singapur                     |
| 1993 | Rom          | Italien                      |
| 1995 | Reno         | Vereinigte Staaten           |
| 1997 | Nottingham   | England                      |
| 2001 | Abu Dhabi    | Vereinigte Arabische Emirate |
| 2003 | Kuala Lumpur | Malaysia                     |
| 2005 | Aalborg      | Dänemark                     |
| 2007 | Monterrey    | Mexiko                       |
| 2009 | Las Vegas    | Vereinigte Staaten           |
| 2010 | München      | Deutschland                  |
| 2011 | Hongkong     | Hongkong                     |
| 2013 | Henderson    | Vereinigte Staaten           |
| 2015 | Las Vegas    | Vereinigte Staaten           |
| 2017 | Abu Dhabi    | Vereinigte Arabische Emirate |

### Mitglieder
1953 traten weitere sechs nationale Verbände bei, und 1954 hatte die FIQ bereits fünfzehn Mitglieder. Fünf Jahre später, also 1959, wurden die ersten nicht-europäischen Verbände aufgenommen: Mexiko und Venezuela. Diese beiden Länder hatten als vorläufige Mitglieder 1958 bereits an den Tenpin-Weltmeisterschaften in Helsingborg teilgenommen. Die Statuten gestatteten dem Präsidium, neue Verbände bis zum nächsten ordentlichen Kongress als vorläufige Mitglieder aufzunehmen, um ihre Mitgliedschaft dort zu bestätigen (oder abzuweisen).
Seit 1952 hat sich die Mitgliederzahl der FIQ folgendermaßen entwickelt:
| Jahr | Verbände               |
| ---- | ---------------------- |
| 1952 | 5 nationale Verbände   |
| 1954 | 15 nationale Verbände  |
| 1959 | 17 nationale Verbände  |
| 1961 | 32 nationale Verbände  |
| 1969 | 41 nationale Verbände  |
| 1975 | 52 nationale Verbände  |
| 1981 | 64 nationale Verbände  |
| 1987 | 73 nationale Verbände  |
| 1991 | 79 nationale Verbände  |
| 1995 | 89 nationale Verbände  |
| 2007 | 134 nationale Verbände |
| 2010 | 141 nationale Verbände |

### Präsidenten
| Jahr      | Name                    | Land               |
| --------- | ----------------------- | ------------------ |
| 1952–1953 | Heinz Kopp              | BR Deutschland     |
| 1953–1955 | Dr. Ivan Križanić       | Jugoslawien        |
| 1955–1973 | Adolf Oesch             | Schweiz            |
| 1973–1977 | Kauko Ahlström          | Finnland           |
| 1977–1983 | Frank K. Baker          | Vereinigte Staaten |
| 1983–1984 | Soetopo Jananto         | Indonesien         |
| 1985–1995 | Roger H. Tessman        | Vereinigte Staaten |
| 1995–2003 | Gerald L. Koenig        | Vereinigte Staaten |
| 2003–2007 | Steve Hontiveros        | Philippinen        |
| 2007–2011 | Jessie Phua             | Singapur           |
| 2011–2015 | Kevin Dornberger        | Vereinigte Staaten |
| ab 2015   | Sheikh Talal M Al Sabah | Kuwait             |

## Disziplinen
Die FIQ untergliederte sich in zwei Organisationen, die World Tenpin Bowling Association (WTBA) und die World Ninepin Bowling Association (WNBA). 2014 verschmolzen FIQ und WTBA zu World Bowling. WNBA und ihre Sektionen laufen seitdem als 'Anschlussverbände' von World Bowling. Ninepin Bowling konzentriert sich auf Europa, Asien und Südamerika. Tenpin Bowling ist mit Unterorganisationen auf allen Kontinenten vertreten. Beide Disziplinen veranstalten nationale und internationale Meisterschaften und Wettbewerbe.
Tenpin-Unterorganisationen:
- Asian Bowling Federation (ABF)
- European Tenpin Bowling Federation (ETBF)
- Pan American Bowling Confederation (PABCON)
- Bowling Federation of Africa (BFA)
- Oceania Zone

World Ninepin Bowling Association (WNBA)
- Sektion Classic (NBC)
- Sektion Bohle (NBB)
- Sektion Schere (NBS)

## Mitglieder
| Land                    | Name                                                   | Bahnart | Bahnart | Bahnart | Bahnart |
| Land                    | Name                                                   | Bowling | Classic | Bohle   | Schere  |
| ----------------------- | ------------------------------------------------------ | ------- | ------- | ------- | ------- |
| Australien              | Tenpin Bowling Australia                               | •       | •       |         |         |
| Albanien                | Albanian Bowling Federation                            | •       |         |         |         |
| Argentinien             | Féderacion Argentina de Bolos                          | •       |         |         | •       |
| Aruba                   | Asociacion de Bowling de Aruba                         | •       |         |         |         |
| Albanien                | Tenpin Bowling Australia Limited                       | •       |         |         |         |
| Österreich              | Österreichischer Sportkegel- und Bowlingverband        | •       | •       |         |         |
| Aserbaidschan           | Azerbaijan Bowling Federation                          | •       |         |         |         |
| Bahamas                 | Bahamas Bowling Federation                             | •       |         |         |         |
| Barbados                | Bahrain Tenpin Bowling Association                     | •       |         |         |         |
| Belarus                 | Belorussian Bowling Federation                         | •       |         |         |         |
| Belgien                 | Königlicher Belgischer Keglerverband                   | •       |         |         | •       |
| Bermuda                 | Bermuda Bowling Federation                             | •       |         |         |         |
| Bolivien                | Federacion Boliviana de Bowling                        | •       |         |         |         |
| Bosnien und Herzegowina | Kuglacki Savez Bosne i Hercegovina                     |         | •       |         | •       |
| Brasilien               | Confederacao Brasileira de Bocha e Bolao               | •       |         |         | •       |
| Brunei                  | Negara Brunei Darussalam Tenpin Bowling Congress       | •       |         |         |         |
| Bulgarien               | Bulgarian Bowling Federation                           | •       |         |         |         |
| Kanada                  | Canadian Tenpin Bowling Federation                     | •       |         |         |         |
| Katalonien              | Fédéració Catalana de Bitlles i Bowling                | •       | •       |         |         |
| Chile                   | Federacion de Bowling de Chile                         | •       |         |         |         |
| Volksrepublik China     | Chinese Bowling Association                            | •       |         |         |         |
| Taiwan                  | Chinese Taipei Bowling Association                     | •       |         |         | •       |
| Kolumbien               | Federacion Colombiana de Bowling                       | •       |         |         |         |
| Costa Rica              | Asociacion de Boliche de Costa Rica                    | •       |         |         |         |
| Kroatien                | Hrvatski Kuglacki Savez                                | •       | •       |         | •       |
| Kuba                    | Federacion de Bolos de Cuba                            | •       |         |         |         |
| Zypern                  | Cyprus Bowling Federation                              | •       |         |         |         |
| Tschechien              | Česká Kuželkářská a Bowlingová Federace                | •       | •       |         |         |
| Dänemark                | Dansk Kegle Forbund                                    | •       | •       | •       |         |
| Nordkorea               | DPR Korea Bowling Association                          | •       |         |         |         |
| Ecuador                 | Federacion de Bolos de Ecuador                         | •       |         |         |         |
| Ägypten                 | Egyptian Bowling Federation                            | •       |         |         |         |
| El Salvador             | Federacion Salvadorena de Boliche                      | •       |         |         |         |
| Vereinigtes Königreich  | British Tenpin Bowling Association                     | •       |         |         |         |
| Estland                 | Eesti Veeremängude Liit                                | •       | •       |         |         |
| Äthiopien               | Ethiopian Bowling Association                          | •       |         |         |         |
| Finnland                | Finnish Bowling Federation                             | •       |         |         |         |
| Frankreich              | Fédération Francaise de Bowling et de Sport de Quilles | •       | •       | •       | •       |
| Deutschland             | Deutscher Kegler- und Bowlingbund                      | •       | •       | •       | •       |
| Gibraltar               | Gibraltar Tenpin Bowling Association                   | •       |         |         |         |
| Griechenland            | Hellenic Bowling Federation                            | •       |         |         |         |
| Guam                    | Guam Bowling Congress                                  | •       |         |         |         |
| Guatemala               | Federacion Nacional de Boliche de Guatemala            | •       |         |         |         |
| Guernsey                | Guernsey Tenpin Bowling Association                    | •       |         |         |         |
| Honduras                | Federacion Nacional de Boliche de Honduras             | •       |         |         |         |
| Hongkong                | Hong Kong Tenpin Bowling Congress                      | •       |         |         |         |
| Ungarn                  | Magyar Bowling es Teke Szövetseg                       | •       | •       |         |         |
| Island                  | Icelandic Bowling Association                          | •       |         |         |         |
| Italien                 | Italienischer Sportkeglerverband                       |         | •       |         | •       |
| Italien                 | Federazione Italiana Sport Bowling                     | •       |         |         |         |
| Japan                   | Japan Bowling Congress                                 | •       |         |         |         |
| Jersey                  | Jersey Tenpin Bowling Association                      | •       |         |         |         |
| Jordanien               | Jordan Bowling Federation                              | •       |         |         |         |
| Kasachstan              | Kazakhstan Bowling Federation                          | •       |         |         |         |
| Südkorea                | Korea Bowling Congress                                 | •       |         |         |         |
| Kuwait                  | Kuwait Bowling Federation                              | •       |         |         |         |
| Lettland                | Latvijas Boulinga Federacija                           | •       |         |         |         |
| Litauen                 | Lithuanian Bowling Federation                          | •       |         |         |         |
| Luxemburg               | Fédération Luxembourgeoise des Quilleurs               | •       | •       |         | •       |

| Land                         | Name                                           | Bahnart | Bahnart | Bahnart | Bahnart |
| Land                         | Name                                           | Bowling | Classic | Bohle   | Schere  |
| ---------------------------- | ---------------------------------------------- | ------- | ------- | ------- | ------- |
| Macau                        | Macau China Bowling Association General        | •       |         |         |         |
| Nordmazedonien               | Kuglarska Federacija na Makedonija             | •       | •       |         |         |
| Malaysia                     | Malaysian Tenpin Bowling Congress              | •       |         |         |         |
| Malta                        | Malta Tenpin Bowling Association               | •       |         |         |         |
| Mexiko                       | Federacion Mexicana de Boliche                 | •       |         |         |         |
| Moldau                       | Federation Bowling in the Republic of Moldova  | •       |         |         |         |
| Mongolei                     | Mongolian Bowling Association                  | •       |         |         |         |
| Montenegro                   | Kuglaski Savez Crne Gore                       |         | •       |         |         |
| Myanmar                      | Myanmar Bowling Federation                     | •       |         |         |         |
| Nepal                        | Nepal Bowling Association                      | •       |         |         |         |
| Niederlande                  | Netherlands Bowling Federation                 | •       |         |         | •       |
| Neuseeland                   | New Zeland Tenpin Bowling Congress             | •       |         |         |         |
| Nicaragua                    | Federación Nicaraguense de Boliche             | •       |         |         |         |
| Niger                        | Nigerian Bowling Association                   | •       |         |         |         |
| Niederländische Antillen     | Federacion de Bowling de Antillas Holandesas   | •       |         |         |         |
| Nordirland                   | Northern Ireland Tenpin Bowling Association    | •       |         |         |         |
| Norwegen                     | Norges Bowlingforbund                          | •       |         |         |         |
| Pakistan                     | Pakistan Tenpin Bowling Federation             | •       |         |         |         |
| Panama                       | Asociacion de Boliche de Panama                | •       |         |         |         |
| Paraguay                     | Asociación de Bowling de Paraguay              | •       |         |         |         |
| Peru                         | Federacion Peruana de Bowling                  | •       |         |         |         |
| Philippinen                  | Philippine Bowling Congress                    | •       |         |         |         |
| Polen                        | Polish Nine and Tenpin Association             | •       |         |         |         |
| Portugal                     | Portugal Bowling Federation                    | •       |         |         |         |
| Puerto Rico                  | Federacion de Bolos de Puerto Rico             | •       |         |         |         |
| Katar                        | Qatar Bowling Federation                       | •       |         |         |         |
| Dominikanische Republik      | Federacion de Boliche de Republica Dominicana  | •       |         |         |         |
| Rumänien                     | Romanian Ninepin and Tenpin Federation         | •       |         |         |         |
| Russland                     | Federation of Sports Bowling of Russia         | •       |         |         |         |
| Spanien                      | Saipan Bowling Association                     | •       |         |         |         |
| San Marino                   | Federazione Sammarinese di Bowling             | •       |         |         |         |
| Saudi-Arabien                | Saudi Bowling Federation                       | •       |         |         |         |
| Schottland                   | Scottish Tenpin Bowling Association            | •       |         |         |         |
| Serbien                      | Serbian Bowling Federation                     | •       |         |         |         |
| Serbien                      | Kuglaski Savez Srbije                          |         | •       |         |         |
| Singapur                     | Singapore Bowling Federation                   | •       |         |         |         |
| Slowakei                     | Slovak Bowling Federation                      | •       |         |         |         |
| Slowakei                     | Slovensky Kolkarsky Zvaz                       |         | •       |         |         |
| Slowenien                    | Bowling Zveza Slovenije                        | •       |         |         |         |
| Slowenien                    | Kegljaska Zveza Slovenije                      |         | •       |         |         |
| Schweden                     | Asfaltkägelsektionen (AKS) SV Bowlingförbundet | •       | •       |         |         |
| Südafrika                    | Tenpin Bowling Association of South Africa     | •       |         |         |         |
| Spanien                      | Federación Española de Bolos                   | •       |         |         |         |
| Schweiz                      | Fédération Suisse de Bowling                   | •       |         |         |         |
| Schweiz                      | Schweizerischer Sportkegler-Verband            |         | •       |         |         |
| Syrien                       | Syrian Bowling Federation                      | •       |         |         |         |
| Thailand                     | Thai Tenpin Bowling Congress                   | •       |         |         |         |
| Tunesien                     | Tunisia Bowling Federation                     | •       |         |         |         |
| Türkei                       | Turkish Bocce, Bowling and Darts Federation    | •       |         |         |         |
| Vereinigte Staaten           | United States Bowling Congress                 | •       |         |         |         |
| Vereinigte Arabische Emirate | Emirates Bowling Federation                    | •       |         |         |         |
| Ukraine                      | All-Ukrainian Sports Tenpin Bowling Federation | •       |         |         |         |
| Uruguay                      | Asociacion Uruguaya de Bowling                 | •       |         |         |         |
| Usbekistan                   | Uzbekistan Pin Sport Federation                | •       |         |         |         |
| Venezuela                    | Federacion de Boliche de Venezuela             | •       |         |         |         |
| Vietnam                      | Ho Chi Minh City Bowling Association           | •       |         |         |         |
| Amerikanische Jungferninseln | Federacion de Bowling de Islas Virgenes        | •       |         |         |         |
| Wales                        | Tenpin Bowling Association of Wales            | •       |         |         |         |